# Ilex sapiiformis
Ilex sapiiformis, também conhecida como azevinho-pernambucano, é uma árvore em perigo de extinção da família Aquifoliaceae proveniente do estado de Pernambuco no Brasil.

## Descrição
Pode crescer até 12 metros e é dioica. Suas flores são pequenas e brancas.

## Distribuição e habitat
A espécie foi vista apenas em um pequeno pedaço de floresta próximo a uma plantação de cana-de-açúcar no município de Igarassu, próximo à região metropolitana de Recife. Cresce em bioma tropical seco.